# Hubert Žiro (naučnik)
Hubert Žiro (fr. Hubert Girault) (rođen 13. Februara 1957 u Sen Mor de Fose, Francuska) je švajcarski hemičar i profesor na École Polytechnique Fédérale de Lausanne. On je direktor Laboratorije za fizičku i analitičku elektrohemiju (fr. Laboratoire d’Electrochimie Physique et Analytique), sa ekspertizom u elektrohemiji na mekom interfejsu, engl. Lab-on-a-Chip tehnikama, bioanalitičkoj hemiji i masenoj spektrometriji, elektrolizi vode, redukciji ugljen-dioksida i redoks protočnim baterijama (engl. redox flow batteries).
Profesor Žiro je autor više od 500 naučnih publikacija sa više od 15 000 citata i h indeksom 63. On je takođe autor knjige "Elektrohemija: Fizička i Analitička" (fr. “Electrochimie: Physique et Analytique”), koja je takođe publikovana na engleskom pod nazivom "Analytical and Physical Electrochemistry". Profesor Žiro je inventor više od 17 patenata (uključujući razvoj elektrostatičke sprej jonizacije, eng. Electrostatic spray ionization, ESTASI). Osim uloge profesora na EPFL-u, on je i vanredni profesor na Inzenjerskom istraživačkom centru inovativnih naučnih instrumenata (eng Engineering Research Center of Innovative Scientific Instruments) Ministarstva obrazovanja Kine na Fudan Univerzitetu, Šangaj. Bio je gostujući profesor na ENS Cachan (Pariz, Francuska), Fudan Univerzitetu (Kina), Kjoto Univerzitetu (Japan), Peking Univerzitetu (Kina) i Xiamen Univezitetu (Kina).

## Akademska karijera
Hubert Žiro je stekao svoju inženjersku diplomu na hemijskom inženjerstvu na Institutu tehnologije u Grenoblu, 1979. godine. Tri godine kasnije, 1982. godine, on je odbranio doktorsku disertaciju pod nazivom "Interfacial studies using drop image-processing techniques", na Univerzitetu u Sauthemptonu, (Engleska). Od 1982 do 1985, radio je kao postdoktorant na Univerzitetu u Sauthemptonu, Engleska, pre nego što je postao predavač na predmetu (fizička hemija na Univerzitetu u Edinburgu. Godine 1992. je postao profesor fizičke hemije na École Polytechnique Fédérale de Lausanne (EPFL), gde je nastavio da predaje. Žiro je takođe osnivač i direktor Laboratorije za fizičku i analitičku elektrohemiju On je dva puta bio predsednik Departmana za hemiju, sada Institut za hemijskih i inženjerskih nauka (eng. Institute of Chemical and Engineering Science (ISIC)) u periodima 1995 - 1997 i 2004 - 2008. Takođe je dva puta bio načelnik komisije za predavanje hemije koja je bila zadužena za edukaciju hemije i hemijskog inženjerstva na EPFL, danas poznata pod nazivom Sekcija za hemiju i hemijsko inženjerstvo, u periodu 1997 - 1999 i 2001 - 2004.
Žiro je bio direktor doktorskog programa za hemiju na EPFL, u periodu 1999 - 2000. Tokom perioda 2011 - 2014, on je bio dekan osnovnih i master studija na EPFL i nadgledao je obimnu reformu obrazovanja, sa definicijom novog nastavnog plana i programa, sa početkom u septembru 2013. godine. Ove promene su obuhvatale uključivanje nove prve godine nastavnog plana i programa sa dve trećine zajedničkih kurseva za sve naučne i inženjerske sektore, i nove nastavne programe osnovnih studija koje su bliže integrisale kurseve predavanja, vežbanja i praktičan laboratorijski rad. Žiro je bio uključen u veliku promenu master programa i uključivanje MOOC za specifične kurseve. Kao dekan, on je uključio mere kako poboljšati kontrolu kvaliteta obrazovanja, posebno postavljajući, za svaku sekciju, akademsku komisiju odgovornu za godišnje revizije svih programa. On je takođe načelnik različitih prijemnih komiteta za osnovne i master nivoe.
Tokom svoje karijere, on je nadgledao izradu više od 60 doktorata (još 10 u procesu) i trenirao više postdoktoranata. Dvadeset pet bivčih doktoranata i postdoktoranata su sada profesori u Kanadi, Kini, Danskoj, Francuskoj, Irskoj, Japanu, Koreji, Singapuru, Velikoj Britaniji i Sjedinjenim Američkim Državama. Edukacija je značajan deo njegovih aktivnosti, i njegove beleške sa predavanja su služile kao baza za knjigu pod nazivom "Elektrohemija: fizička i analitička" (sada u trećem izdanju) i prevedeno na engleski “Analytical and Physical Electrochemistry”.
Profesor Hubert Žiro je oduvek imao interes prema naučnom radu. Između 1996 i 2001, on je bio pomoćni urednik Časopisa elektroanalitičke hemije Journal of Electroanalytical Chemistry, koji je u to vreme bio jedan od glavnih referentnih časopisa. On je takođe potpredsednik Presses Polytechniques et Universitaires Romandes. Služio je u mnogo uredničkih odbora i sada je pomoćni urednik u časopisu Chemical Science (Royal Society of Chemistry). Profesor Hubert Žiro je bio načelnik divizije za elektrohemiju na EUCHEMS (2008 - 2010) i bio je načelnik godišnjeg sastanka Internacionalnog društva elektrohemije (eng International Society of Electrochemistry) u Lozani 2014. godine.

## Komercijalna preduzeća
Profesor Hubert Žiro je bio osnivajući direktor tri kompanije: Dydropp (1982, prestao sa radom 1986) aktivan u produkciji video digitalnih jedinica za merenje površinskog napona; Ecosse Sensors (1990, danas deo Inverness Medical Technologies, USA) aktivan u produkciji laser photo-ablated ugljeničnih elektroda za detekciju teških metala; i DiagnoSwiss (1999) aktivan u proizvodnji brzih imunoasej sistema.

## Priznanja
Naučni radovi Žiroa su citirani više od 15 000 puta, dajući h indeks 63 (ili 20 000 i 75, prema Google Scholar) U 2006. godini, Žiro je nagrađen Faradejovom medaljom od strane Rojalnog društva hemije (eng Royal Society of Chemistry) Sledeće godine je imenovan Fellow of the International Society of Electrochemistry. a potom Fellow of the Royal Society of Chemistry in 2009 (Ref). Primio je nagradu za gostujućeg profesora "Projekta 111" od strane kineskog Ministarstva edukacije 2008 - 2011. U 2015. godini je nagrađen Reilijevom nagradom Reilley Award od strane američkog društva elektroanalitičke hemije

## Trenutne naučne aktivnosti